# Victoria García
Victoria García Gasco (Madrid, 5 de agosto de 1965), también conocida como Viki García, es una ex gimnasta rítmica española que fue componente de la selección nacional de gimnasia rítmica de España en la modalidad de conjuntos.

## Biografía deportiva

### Inicios
Se inició en el Club Gimnasio Moscardó de Madrid con 13 años de edad, siendo entrenada por Goyita Postigo.

### Etapa en la selección nacional
En 1980 entró a formar parte, como tercera suplente, del conjunto español de gimnasia rítmica, en el que permanecería hasta 1983. Allí entrenaría en el Gimnasio Moscardó a las órdenes, desde 1982, de la seleccionadora nacional Emilia Boneva y la entrenadora de conjuntos Ana Roncero. Georgi Neykov era el coreógrafo del equipo y Violeta Portaska la pianista encargada de musicalizar en directo los montajes. 
En los años 1980 y 1981, el ejercicio era el de 3 cintas y 3 pelotas, y las titulares fueron Mireya Albarrán, Silvia Carredano, Dolores Esteban, Teresa Martínez-Reche, Izaskun Muela y Salomé Sancha. Para 1981 estaban como gimnastas suplentes Isabel García, Mónica Alcaraz, y Victoria. Ese mismo año Victoria viajó como suplente al encuentro España - Italia en Palma de Mallorca, donde lograron el oro en la general, aunque posteriormente no sería convocada al Mundial de Múnich.
Para 1982 Victoria participó como gimnasta titular en el Campeonato Europeo de Gimnasia Rítmica, celebrado en Stavanger, donde ocuparon la 4ª plaza. El conjunto de ese año concentrado en el Moscardó estaba integrado por Victoria, Mónica Alcaraz, Elena García, Isabel García, Virginia Manzanera y Dolores Tamariz, además de Pilar Domenech, María Fernández, María Martín y Sonia Somoza como suplentes. 
En 1983 participó como titular en la Final de la Copa del Mundo en Belgrado, donde también fue 4ª. El conjunto que había ido a la Copa del Mundo estaba integrado por Victoria, Elena García, Isabel García, Virginia Manzanera, Sonia Somoza y Dolores Tamariz, además de Pilar Domenech y María Fernández como suplentes. 
Todos estos resultados los consiguió siempre como miembro del conjunto español y en el concurso general, ya que entonces aún no había finales por aparatos al competirse únicamente con un ejercicio.

### Retirada de la gimnasia
Victoria se retiró en julio de 1983, poco antes del Mundial de Estrasburgo. En la actualidad practica como hobbie varios deportes en el gimnasio, entre ellos Bikram Yoga.
El 16 de noviembre de 2019, con motivo del fallecimiento de Emilia Boneva, unas 70 exgimnastas nacionales, entre ellas Viki, se reunieron en el tapiz para rendirle tributo durante el Euskalgym. El evento tuvo lugar ante 8.500 asistentes en el Bilbao Exhibition Centre de Baracaldo y fue seguido además de una cena homenaje en su honor.

## Vida personal
Actualmente está casada y tiene tres hijos, un niño y dos niñas, las cuales también se han dedicado a la rítmica. La mayor, ya retirada, estuvo a las órdenes de la exgimnasta Astrid Sánchez en el Club Rítmica Vallecas, y la mediana sigue en activo en el Club Rítmica Pozuelo entrenada por la también exgimnasta de la selección Silvia Carredano y por Cristina Fernández.

## Música de los ejercicios
| Año         | Aparatos             | Música       |
| ----------- | -------------------- | ------------ |
| 1980 - 1981 | 3 cintas y 3 pelotas | Desconocida. |
| 1982        | 6 pelotas            | Desconocida. |
| 1983 - 1984 | 3 aros y 3 cuerdas   | Desconocida. |

## Palmarés deportivo

### Selección española
| 1981 - Encuentro España - Italia en Palma de Mallorca Oro en concurso general 1982 - Campeonato de Europa de Stavanger 4º puesto en concurso general 1983 - Final de la Copa del Mundo en Belgrado 4º puesto en concurso general |